# 希爾城 (喬治亞州)
希爾城（英語：Hill City）是位於美國喬治亞州戈登縣的一個非建制地區。該地的面積和人口皆未知。

## 地理
希爾城的座標為34°35′56″N 85°00′20″W / 34.59889°N 85.00556°W，而該地的平均海拔高度為218米（即715英尺）。